# Force athlétique aux Jeux africains de 2003
Les épreuves de Force athlétique des Jeux africains de 2003  sont la première apparition de ce sport aux Jeux africains. Cependant, elles ont suscité de larges controverses. Certains pays ont contesté l’attribution de médailles à des participants sans aucun concurrent ou pour des épreuves disputées entre des concurrents du même pays.  Le comité d’organisation a donc retiré plusieurs médailles mais à la suite de l’appel interjeté par le Nigéria, elles ont été restituées. Cette compétition a consisté en 10 épreuves pour hommes et 10 pour femmes. 

## Hommes
| Épreuves  | Or                         | Argent                    | Bronze                       |
| --------- | -------------------------- | ------------------------- | ---------------------------- |
| - 48 kg   | Ruel Ishaku 162,5 kg       | Abdelazim Mondy 160 kg    | Alidou Diamoutene 120 kg     |
| - 52 kg   | Osama Sherkaoui 172,5 kg   | Anthony Imbomoh 160 kg    | Alexandre Ilboudou 75 kg     |
| - 56 kg   | Sadiq Animashaw 172,5 kg   | Samson Okutto 130 kg      | Ricardo Fitzpatrick 122,5 kg |
| - 60 kg   | Ibrahim Shaaban 192 kg     | Abdessalem Gharsa 150 kg  | Idrissa Boureima 70 kg       |
| - 67 kg   | Metwaly Mathana 212,5 kg   | David Egbinola 200 kg     | Abuwali Sambale 135 kg       |
| - 75 kg   | Sayed Abdelaal 215 kg      | Alfa Okey Shukwu 207,5 kg | Fakourou Sissoko 130 kg      |
| - 82,5 kg | Mustafa Fadhloun 210 kg    | Lichechukwu Ashy 180 kg   | Ali Azmi 80 kg               |
| - 90 kg   | Abdelmoneim Farrag 220 kg  | Opeyemi Jegede 220 kg     | Johannes Wium 192,5 kg       |
| - 100 kg  | Solomon Amarakuo 235 kg    |                           |                              |
| + 100 kg  | Abdelrahman Boussan 240 kg | Dike Anthony 190 kg       | Nick Fleming 140 kg          |

## Femmes
| Épreuves        | Or                          | Argent                  | Bronze                   |
| --------------- | --------------------------- | ----------------------- | ------------------------ |
| - 40 kg         | Ijeoma John 95 kg           |                         |                          |
| - 44 kg         | Lucy Ogechukwu Ejike 120 kg | Gihane Bayoumi 95 kg    |                          |
| - 48 kg         | Khadijatou Amadou 45 kg     | Fatou Hamidou 30 kg     |                          |
| - 52 kg         | Iyabo Ismaila 115 kg        | Abeer Nael 110 kg       | Annah Mooketsi 85 kg     |
| - 56 kg & 61 kg | Patience Igbiti 115 kg      | Christine Tapsoba 40 kg | Niekiema Kadidia 40 kg   |
| - 60 kg         | Chituru Nwozuzu 1 à 5 kg    | Amany Ibrahim 105 kg    | Chantal Stierman 87,5 kg |
| - 67,5 kg       | Heba Saïd Hassan 140 kg     | Victoria Nneji 135 kg   | Nassira Belarbi 85 kg    |
| - 75 kg         | Kikelomo Ogunbamiwo 120 kg  |                         |                          |
| - 82,5 kg       | Happiness Opara 130 kg      | Sahar Mustapha 72,5 kg  |                          |
| + 82,5 kg       | Grace Anozie 137,5 kg       | Nadia Fekri 135 kg      | Ghazala Ali 70 kg        |

## Tableau des médailles
| Rang  | Nation         | Or | Argent | Bronze | Total |
| ----- | -------------- | -- | ------ | ------ | ----- |
| 1     | Nigeria        | 11 | 7      | 0      | 18    |
| 2     | Égypte         | 7  | 5      | 0      | 12    |
| 3     | Libye          | 1  | 2      | 2      | 5     |
| 4     | Niger          | 1  | 1      | 1      | 3     |
| 5     | Burkina Faso   | 0  | 1      | 2      | 3     |
| 6     | Kenya          | 0  | 1      | 0      | 1     |
| 7     | Afrique du Sud | 0  | 0      | 5      | 5     |
| 8     | Algérie        | 0  | 0      | 1      | 1     |
| 8     | Côte d'Ivoire  | 0  | 0      | 1      | 1     |
| 8     | Mali           | 0  | 0      | 1      | 1     |
| 8     | Togo           | 0  | 0      | 1      | 1     |
| Total | 11 nations     | 20 | 17     | 14     | 51    |

## Source
- (ar) “ Résultats de l’Égypte aux Jeux africains de 2003”, Al-Ahram-Sports, N° 723, 28 octobre 2003, pp56-62